# 우치하 이타치
우치하 이타치(일본어: うちはいたち)는 만화 《나루토》의 등장인물이다.

## 이타치의 배경
이타치는 우치하 일족의 우치하 후가쿠의 장남으로써, 천재 닌자로 추대받았다.
7세에는 닌자아카데미를 일년 만에 수석으로 졸업했다.
8세에 사륜안을 완벽하게 깨웠다.
13세에 암부의 분대장이 되었다.
참살의 밤, 우치하 사변 당시 이타치는 일족의 모든 사람들을 하룻밤 안에 죽이지만 자신의 동생인 사스케만은 살려둔다.

## 성격
냉정하고 과묵하고 조심성이 많으며 매우 현명하다.

## 모습
이타치는 그의 명성과는 달리 위협적인 모습은 아니지만, 상대를 위축시키는 아우라가 있다. 나뭇잎 마을에 거주할 당시에는, 특히 사스케를 대할 때는 온화하고 주의깊은 눈을 갖고 있었다. 아카츠키에 가입하고 난 후에는, 근엄한 모습을 지켰다. 상징하는 동물은 족제비이며, 아카츠키 입단 이후 붉을 주 (朱)자가 새겨진 반지를 오른쪽 약지에 꼈다.

## 능력
이타치는 어린 나이에도 무슨 일이든 천부적인 재능과 예리함과 똑똑함으로 해결했고 그의 스승들조차 이타치의 실력향상은 누구의 도움도 필요하지 않았다고 한다.
이타치의 대결장면이 몇 번 나왔는데, 그 장면에서도 이타치는 엄청난 능력을 가진 닌자로 그려지며 몇 몇의 상인(上忍)레벨의 닌자도 손쉽게 처리하는걸 볼 수 있었다. 꼬리없는 미수(尾獸)라 불릴 정도로 강력한 힘을 가진 호시가키 키사메는, 이타치를 자신보다 더 강력한 닌자라고 인정할 정도였다.
제 3차 세계 닌자 대전으로부터 받은 충격으로 평화주의자가 된 이타치는 대결시에는 방어술을 주된 인술로 사용하였고, 되도록이면 상대를 죽이기보단, 대결이 불가능한 상태로 내버려두었다.

### 체술(体術)
자신의 특기가 아닌 체술에도 굉장히 능했다. 나뭇잎 마을에 거주할 때, 세명의 나뭇잎 마을 군대경찰소속인 성인 우치하 닌자 세명을 손쉽게 제압함으로 증명하였다.

### 인술
이타치는 화둔과 사륜안을 포함한 우치하 일족의 모든 술법을 구사할 수 있었으며, 대표적인 세 술법을 완벽에 가까울 정도로 구사했다.
인술과 환술에는 까마귀가 자주 등장하였다. 이 기술은 분신술을 구사할 때 그의 분신이 사라질 때 수십마리의 까마귀로 변하였고, 수리검을 까마귀 떼 안에 숨긴다던가, 그림자분신 이용시 폭발하는 기술로 이용되었다.
우치하 일족의 전통인 화둔을 모두 익힌 닌자로써 수리검을 불과 함께 던지며 공격할 수 있다. 호화구에서 나오는 뜨거운 열기는 사메하다를 괴롭힐 정도였다.
그는 엄청난 수력을 이용해 360도의 방향에서 적을 공격할 수 있었다. 이 인술은 나뭇잎 마을 방문 당시 3명의 상인(上忍)들과 마주쳤을 때, 카카시를 공격하기 위해 사용되었다.
쿠나이를 사용할 때는 9개의 사각지대를 완벽하게 공격할 수 있었고, 사스케의 능수능란한 검술또한 쿠나이 하나로 맞설 수 있었다. 수리검 능력 또한 뛰어났는데, 사스케는 그의 실력이 최고라고 하며 아버지의 능력보다 뛰어나다고 하였다.

### 사륜안
사륜안을 완벽구사하는 우치하의 사륜안 후계자로써, 8세에 숙달하였다. 이타치는 다른 동작 없이 상대를 가리키거나 응시함으로써 환술을 걸 수 있고, 상대의 환술을 역으로 걸 수 있다. 안개마을의 아오(アオ)에 의하면 이타치의 환술은 장거리에서도 사용이 가능하였다. (환술의 능력은 시스이의 환술과 맞먹을 정도이다.)
이타치는 사륜안을 이용해 시스이의 죽음을 도와주고 유서를 완벽하게 조작하였다. 이타치는 사륜안 사용훈련을 통해 장시간동안 사용할 수 있는 능력을 갖추었다.

### 만화경 사륜안

이타치의 만화경 사륜안

이타치의 왼쪽 눈은 츠쿠요미(月読)를 사용할 수 있다. 츠쿠요미 세계에서는 이타치가 질량, 시간, 공간을 마음대로 다룰수 있다. 그리고 그의 오른쪽 눈은 아마테라스를 구사할 수 있다. 아마테라스는 그의 눈이 보는 곳에 불꽃들로 다 타게 만들어 버리고, 불조차 타게 만들어 버린다. 두 눈 모두 만화경 사륜안을 개안한 자에게만 주어지는 동력인 제3의 힘인 스사노오(須佐能乎)가 있다.
이타치의 스사노오는 토츠카의 검(十拳剣)을 갖고있다. 토츠카의 검은 천상의 검으로 무엇이든지 뚫을 수 있으며, 소유한 호리병에 검이 통과한 모든 것을 봉인시킬 수 있다. 스사노오는 팔지경(八咫鏡)을 소유한다. 팔지경은 어떤 공격이든 반사해낼 수 있다. 사스케와 이타치의 대결 중, 제츠는 이타치의 사륜안 숙달능력과 스사노오의 신기들을 가진 이타치를 천하무적이라 언급했다.
만화경 사륜안을 완전히 익힌 이타치는 그로 인한 후유증도 함께 갖고 있었다. 많은 차크라를 필요로 하는 만화경 사륜안은 이타치를 피로하게 만들며, 나중에는 사륜안 사용을 멈춰야 하는 상태까지 이른다. 또 하나의 후유증은 시력을 잃는 것인데 이 현상은 한 번씩 쓸 때마다 심해지고 결국엔 사륜안이 영원히 봉인된다. 사스케와의 마지막 대결에서는 이타치의 나쁜 시력으로 인해 사스케를 흐릿흐릿하게 밖에 볼 수 없었으며, 마지막에 스사노오를 소환했을 때는 그의 사륜안과 만화경의 디자인이 사라지고 검은 동공만 남아있었다.
| 데이터 북 | 등급 |
| --------- | ---- |
| 인술      | 5    |
| 체술      | 4.5  |
| 환술      | 5    |
| 지능      | 5    |
| 힘        | 3.5  |
| 속도      | 5    |
| 스테미너  | 2.5  |
| 손동작    | 5    |
| 합 계     | 35.5 |